# Гарвуд (Њу Џерзи)
Гарвуд (енгл. Garwood) град је у америчкој савезној држави Њу Џерзи.

## Демографија
По попису из 2010. године број становника је 4.226, што је 73 (1,8%) становника више него 2000. године.
| Група             | 2000.         | 2010.         |
| Белци             | 3.851 (92,7%) | 3.666 (86,7%) |
| Афроамериканци    | 15 (0,4%)     | 45 (1,1%)     |
| Азијати           | 55 (1,3%)     | 86 (2,0%)     |
| Хиспаноамериканци | 207 (5,0%)    | 373 (8,8%)    |
| Укупно            | 4.153         | 4.226         |